# 남위 27도
남위 27도는 적도로부터 남쪽으로 27도 떨어진 위선이다. 대서양, 아프리카, 인도양, 오스트랄라시아, 태평양, 남아메리카를 지난다. 
이 위도에서의 일조시간은 하지일 때 13시간 52분, 동지일 때 10시간 24분이다.

## 지나가는 지역
남위 27도선은 본초 자오선에서 동쪽 방향으로 다음 지역들을 지나간다.
| 좌표                                                    | 국가·지역·해역    | 비고                                                                         |
| ------------------------------------------------------- | ----------------- | ---------------------------------------------------------------------------- |
| 남위 27° 0′ 동경 0° 0′  / 남위 27.000° 동경 0.000°      | 대서양            |                                                                              |
| 남위 27° 0′ 동경 15° 14′  / 남위 27.000° 동경 15.233°   | 나미비아          |                                                                              |
| 남위 27° 0′ 동경 20° 0′  / 남위 27.000° 동경 20.000°    | 남아프리카 공화국 | 노던케이프주 노스웨스트주 프리스테이트주 음푸말랑가주                        |
| 남위 27° 0′ 동경 30° 58′  / 남위 27.000° 동경 30.967°   | 에스와티니        |                                                                              |
| 남위 27° 0′ 동경 31° 59′  / 남위 27.000° 동경 31.983°   | 남아프리카 공화국 | 콰줄루나탈주                                                                 |
| 남위 27° 0′ 동경 32° 52′  / 남위 27.000° 동경 32.867°   | 인도양            |                                                                              |
| 남위 27° 0′ 동경 113° 49′  / 남위 27.000° 동경 113.817° | 오스트레일리아    | 웨스턴오스트레일리아주 사우스오스트레일리아주 퀸즐랜드주 - 본토와 브라이비섬 |
| 남위 27° 0′ 동경 153° 10′  / 남위 27.000° 동경 153.167° | 태평양            | 오스트레일리아 모튼섬 북쪽 통과 칠레 이스터섬 북쪽 통과                      |
| 남위 27° 0′ 서경 70° 47′  / 남위 27.000° 서경 70.783°   | 칠레              |                                                                              |
| 남위 27° 0′ 서경 68° 18′  / 남위 27.000° 서경 68.300°   | 아르헨티나        | 레시스텐시아와 코리엔테스                                                    |
| 남위 27° 0′ 서경 58° 30′  / 남위 27.000° 서경 58.500°   | 파라과이          |                                                                              |
| 남위 27° 0′ 서경 55° 25′  / 남위 27.000° 서경 55.417°   | 아르헨티나        |                                                                              |
| 남위 27° 0′ 서경 53° 44′  / 남위 27.000° 서경 53.733°   | 브라질            | 산타카타리나주                                                               |
| 남위 27° 0′ 서경 48° 35′  / 남위 27.000° 서경 48.583°   | 대서양            |                                                                              |

## 같이 보기
- 남위 26도
- 남위 28도